# Mutiny!
Mutiny! è l'album di debutto del gruppo musicale statunitense Set Your Goals, pubblicato l'11 luglio 2006.

## Descrizione
Una versione deluxe con 2 CD, 5 tracce bonus e un video è stato pubblicato il 27 maggio 2008. L'album è stato prodotto da Barett Jones, che ha lavorato anche con Nirvana, Foo Fighters, Bush, I Am The Avalanche e The Fall of Troy.

## Tracce
1. Work in Progress - 2:13
2. We Do It for the Money, Obviously - 0:53
3. Dead Men Tell No Tales - 0:58
4. Mutiny!- 4:03
5. This Song Is Definitely NOT About a Girl - 2:58
6. Old Book Misread - 3:53
7. This Very Moment - 2:35
8. Flight of the Navigator - 2:48
9. To Be Continued...- 3:54
10. Don't Let This Win Over You - 1:00
11. Echoes - 4:25

Tracce bonus nell'edizione giapponese
1. Goonies Never Say Die!
2. Forgotten (Gorilla Biscuits cover)

CD bonus nell'edizione deluxe
1. We Do It for the Money, Obviously! [Demo]
2. Last Straw Interlude [Demo]
3. This Very Moment [Demo]
4. Flight of the Navigator [Demo]
5. Echoes [Demo]
6. Mutiny! [Video]